# Sheppard-Linie
| Bahnsteig der Station Don Mills |         |                                       |                                       |
| Streckenlänge: | 5,5 km  |                                       |                                       |
| Spurweite: | 1495 mm |                                       |                                       |
| Stromsystem: | 600 V = |                                       |                                       |
| |         |                                       |                                       |
| \| \| \| Sheppard-Yonge Yonge-University-Linie \| \| \| \| Bayview \| \| \| \| Bessarion \| \| \| \| GO Transit (Richmond Hill Line) \| \| \| \| Leslie \| \| \| \| Don River \| \| \| \| Don Mills \| |         |                                       |                                       |
| U-Bahn-Turmbahnhof mit Tunnelstrecke (im Tunnel) |         | Sheppard-Yonge Yonge-University-Linie | Sheppard-Yonge Yonge-University-Linie |
| U-Bahn-Bahnhof (im Tunnel) |         | Bayview                               | Bayview                               |
| U-Bahn-Bahnhof (im Tunnel) |         | Bessarion                             | Bessarion                             |
| U-Bahn-Kreuzung (im Tunnel) |         | GO Transit (Richmond Hill Line)       | GO Transit (Richmond Hill Line)       |
| U-Bahn-Bahnhof (im Tunnel) |         | Leslie                                | Leslie                                |
| |         | Don River                             |                                       |
| U-Bahn-Kopfbahnhof Streckenende (im Tunnel) |         | Don Mills                             | Don Mills                             |

Die Sheppard-Linie (offiziell Line 4 Sheppard genannt) ist eine U-Bahn-Linie in der kanadischen Stadt Toronto. Sie ist Teil der Toronto Subway und wird von der Toronto Transit Commission (TTC) betrieben. Die Linie ist 5,5 km lang und besitzt fünf Stationen, die Spurweite beträgt 1495 mm. Auf ihrer gesamten Länge folgt sie der Sheppard Avenue und erfüllt dabei eine Zubringerfunktion zur Yonge-University-Linie. Täglich wird die Sheppard-Linie von durchschnittlich 49.070 Fahrgästen genutzt (2015).

## Geschichte
In den 1970er Jahren begannen sich die Verkehrsströme im Norden Torontos allmählich zu verändern, da immer mehr Erwerbstätige nicht mehr ins Stadtzentrum, sondern in andere Vororte pendelten. Die schlecht ausgebauten Tangentialverbindungen erforderten große Umwege, so dass viele auf das Auto auswichen und vor allem den Highway 401 nutzten. Konkrete Planungen für eine tangentiale U-Bahn-Linie gab es erstmals 1982. Die Strecke sollte in der damals selbständigen Stadt North York beide äußeren Enden der Yonge-University-Linie miteinander verbinden und bis ins Zentrum von Scarborough führen.
Nachdem 1985 die progressiv-konservative Provinzregierung von Bill Davis abgewählt worden war, gerieten die Planungen fast ein Jahrzehnt lang ins Stocken. 1994 versprach die von Bob Rae angeführte NDP-Provinzregierung den Bau von vier U-Bahn-Linien in den Vororten. An der Eglinton West Subway, die Teil der Tangentiallinie werden sollte, wurden Bauvorleistungen erbracht. Doch 1995 gewannen die Progressiv-Konservativen die Wahlen, woraufhin die neue Regierung unter Mike Harris aufgrund massiv gestiegener Kosten die Einstellung sämtlicher U-Bahn-Planungen anordnete. Mel Lastman, der einflussreiche Bürgermeister von North York (ab 1998 von Toronto), übte politischen Druck aus und konnte schließlich durchsetzen, dass wenigstens die Sheppard-Linie gebaut wurde.
Die Bauarbeiten begannen Ende 1998 und dauerten knapp vier Jahre. Der Betrieb auf der Strecke zwischen Sheppard-Yonge und Don Mills wurde am 24. November 2002 aufgenommen, die offizielle Eröffnung fand zwei Tage zuvor statt.

## Strecke und Stationen

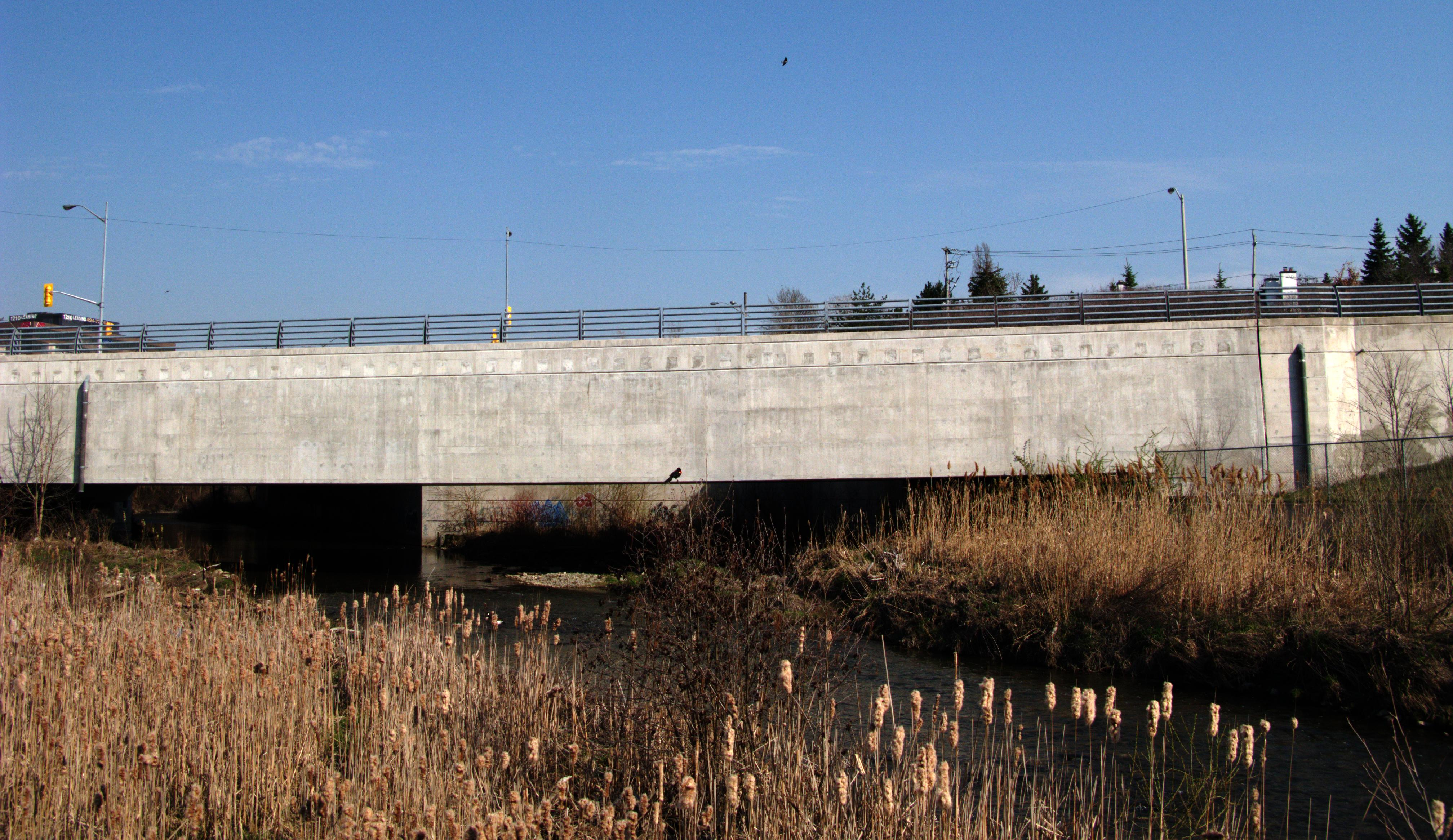
Brücke über den Don River

Die Stationen und das westliche Streckenende wurden wie in Toronto bisher üblich in offener Bauweise errichtet. Für den Bau der restlichen, vollständig unterirdischen Strecke kamen erstmals überhaupt zwei Tunnelbohrmaschinen zum Einsatz. Zuerst gruben sie von der bereits ausgehobenen Station Leslie aus westwärts bis zur Doris Avenue kurz vor der Yonge Street. Danach wurden sie zum Ausgangspunkt zurücktransportiert, von wo aus sie in Richtung Osten bis nach Don Mills vorstießen. Die beiden parallel verlaufenden Tunnelröhren liegen 15 bis 18 Meter unter der Erdoberfläche und sind 13 Meter voneinander entfernt. Der Don River wird mittels einer vollständig eingehausten Brücke überquert. Zwischen den Stationen Sheppard-Yonge und Bayview war eine weitere Station namens Willowdale vorgesehen. Diese wurde zwar vorbereitet, aufgrund der geringen Dichte der Bebauung aber nicht ausgeführt.
Alle auf der Sheppard-Linie verwendeten U-Bahnwagen werden auf der Strecke abgestellt (meist an den beiden Enden). In der Regel verkehren vier Vier-Wagen-Züge, was einen Takt von fünfeinhalb Minuten ergibt; ein fünfter Zug wird in Reserve gehalten. Wenn die Züge gewartet werden müssen, gelangen sie über eine Gleisverbindung auf die Yonge-University-Linie und fahren weiter zum Betriebshof Davisville Yard bei der Station Davisville.

## Kritik
In den Medien wurde die Sheppard-Linie verschiedentlich als „U-Bahn nach Nirgendwo“ (subway to nowhere) bezeichnet. Mit Ausnahme von Sheppard-Yonge und Don Mills werden die Stationen nur schwach frequentiert, selbst während der Stoßzeiten. Allerdings nahm die durchschnittliche Zahl der Fahrgäste an Werktagen seit der Eröffnung um rund einen Drittel zu und entspricht mittlerweile jener der am höchsten belasteten Bus- und Straßenbahnlinien in der Downtown. Außerdem löste die Sheppard-Linie entlang der Strecke Investitionen in Milliardenhöhe aus, hauptsächlich in mehrstöckige Wohngebäude, so dass eine weitere Zunahme zu erwarten ist. Ein Nachteil der Sheppard-Linie ist die Tatsache, dass sie nur Anschluss an die Yonge-University-Linie bietet, die ihrerseits an Kapazitätsgrenzen stößt. Während der Budgetkrise im Jahr 2007 erwog die Stadtverwaltung die Möglichkeit, die Linie an Wochenenden oder sogar ganz stillzulegen, sah dann aber schließlich davon ab.

## Zurückgestellte Erweiterungen

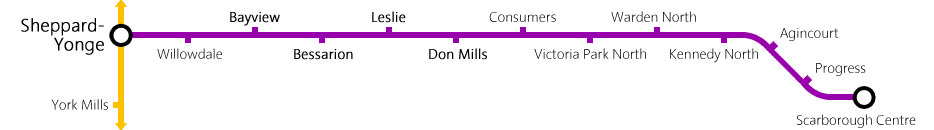
Geplanter Verlauf des östlichen Abschnitts der Sheppard-Linie nach Scarborough Centre

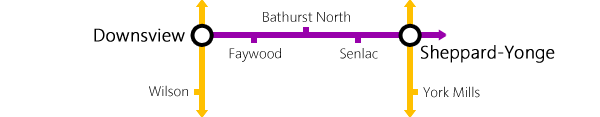
Geplanter Verlauf des westlichen Abschnitts nach Downsview

2003 veröffentlichte die TTC einen Bericht, der eine Verlängerung der Sheppard-Linie ostwärts in Richtung Scarborough Centre als höchste Priorität einstufte, weil die Strecke nur so ihren vollen Nutzen entfalten könne. Hingegen stellte sie die westliche Verlängerung nach Downsview zurück, da die geringe Bevölkerungsdichte auf diesem Abschnitt noch keine U-Bahn rechtfertige.
Die Provinz Ontario setzte beim U-Bahnbau andere Prioritäten und unterstützte stattdessen die Verlängerung der Yonge-University-Linie nach Vaughan, deren Bau 2009 begann und 2017 abgeschlossen wurde. Verärgert über die ausbleibenden Fortschritte in Sachen Sheppard-Linie vollzogen die Stadt Toronto und die TTC im März 2007 einen Strategiewechsel und setzten im Rahmen des Programms Transit City auf den Bau weitaus kostengünstigerer Stadtbahnen. Die östliche Verlängerung der Sheppard-Linie wurde weit in die Zukunft zurückgestellt. Geplant ist stattdessen die Stadtbahnlinie Sheppard East LRT, die in Don Mills beginnen und bis Scarborough führen soll. Nachdem erste vorbereitende Bauarbeiten im November 2009 begonnen hatten, wurde diese im Dezember 2010 auf Anordnung des neuen Bürgermeisters Rob Ford auf unbestimmte Zeit eingestellt. Die Stadt reaktivierte zwar 2012 das Stadtbahnprojekt, die Arbeiten wurden aber bisher nicht wieder aufgenommen.